# Сисеевы
Сисеевы — угасший русский княжеский род в XV—XVI веках, ветвь Ярославских князей. Род князей Сисеевых внесён в Бархатную книгу.

## Происхождение
Сисеевы происходят из старшей линии ярославских князей. Их предком был рано умерший ярославский князь Иван Васильевич Большой (умер в 1426), внук ярославского князя Василия Давыдовича Грозные Очи. Он оставил 5 сыновей, которые владели землями в Ярославском княжестве. Старший из них, Роман, оставил четырёх сыновей. В конце XV — начале XVI века многочисленные ярославские княжата оказались на службе у великих князей Московских. Они и сохранили какие-то остатки суверенных прав на старинные ярославские земли; возможно, что именно это и это не позволило им занять видное место при великокняжеском дворе. Единственным из ярославских княжат, который, возможно, вошёл в состав Боярской думы, был Семён Романович Ярославский (умер в 1503/1504), младший из сыновей Романа Ивановича. Семён оставил трёх сыновей, из которых старший, Константин Семёнович Сисей, и стал родоначальником князей Сисеевых.
Известно, что Семёну Романовичу принадлежали острова Полник и Малой на Волге, село Бужарово. Перед смертью в 1503/1504 году он отдал Ярославскому Спасскому монастырю обширные земли от Соли Малой и Соли Большой, правыми притоками Волги.

## История
Князь Константин Семёнович Сисеев, сын боярский, упомянут в свите великого князя Ивана III (1495), воевода в Тарусе (1512), Вязьме (1516), Нижнем Новгороде (1520). Князь Константин Семёнович отправлен в Казань в качестве полкового воеводы (1519—1520), вотчинник Ярославского уезда. Он оставил двух сыновей — Ивана и Василия.
Князь Иван Константинович провожал Ногайских послов от Москвы до границы (июль 1553), он был бездетным. 
У Василия Константиновича был единственный сын Фёдор — стольник (1546), московский дворянин (1655[уточнить]), помещик Ярославского и Московского уездов, воевода в Дедилове (1560).
Фёдор детей не оставил, с его смертью род угас.